# Phormium tenax

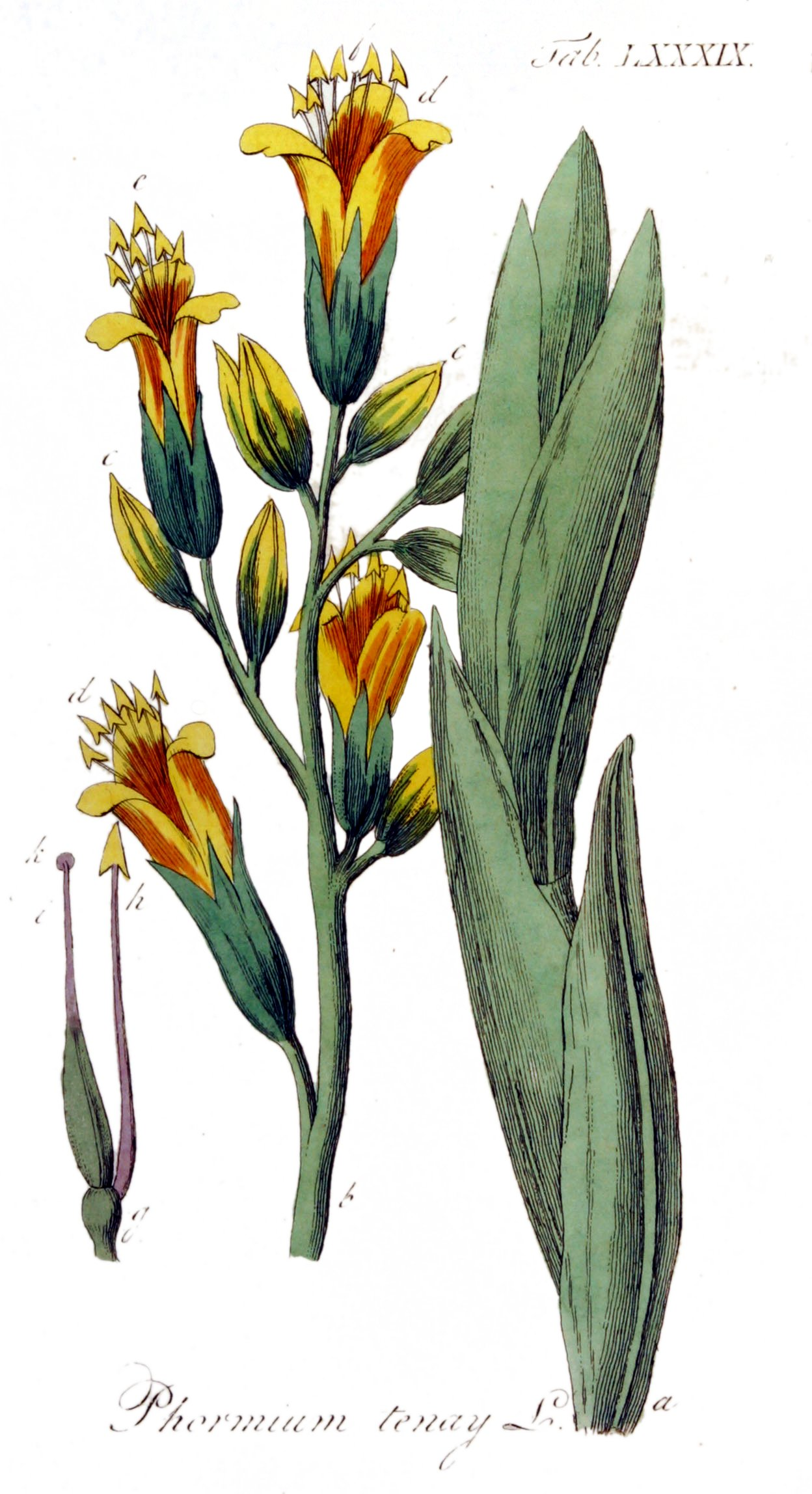
Phormium tenax (ilustração).

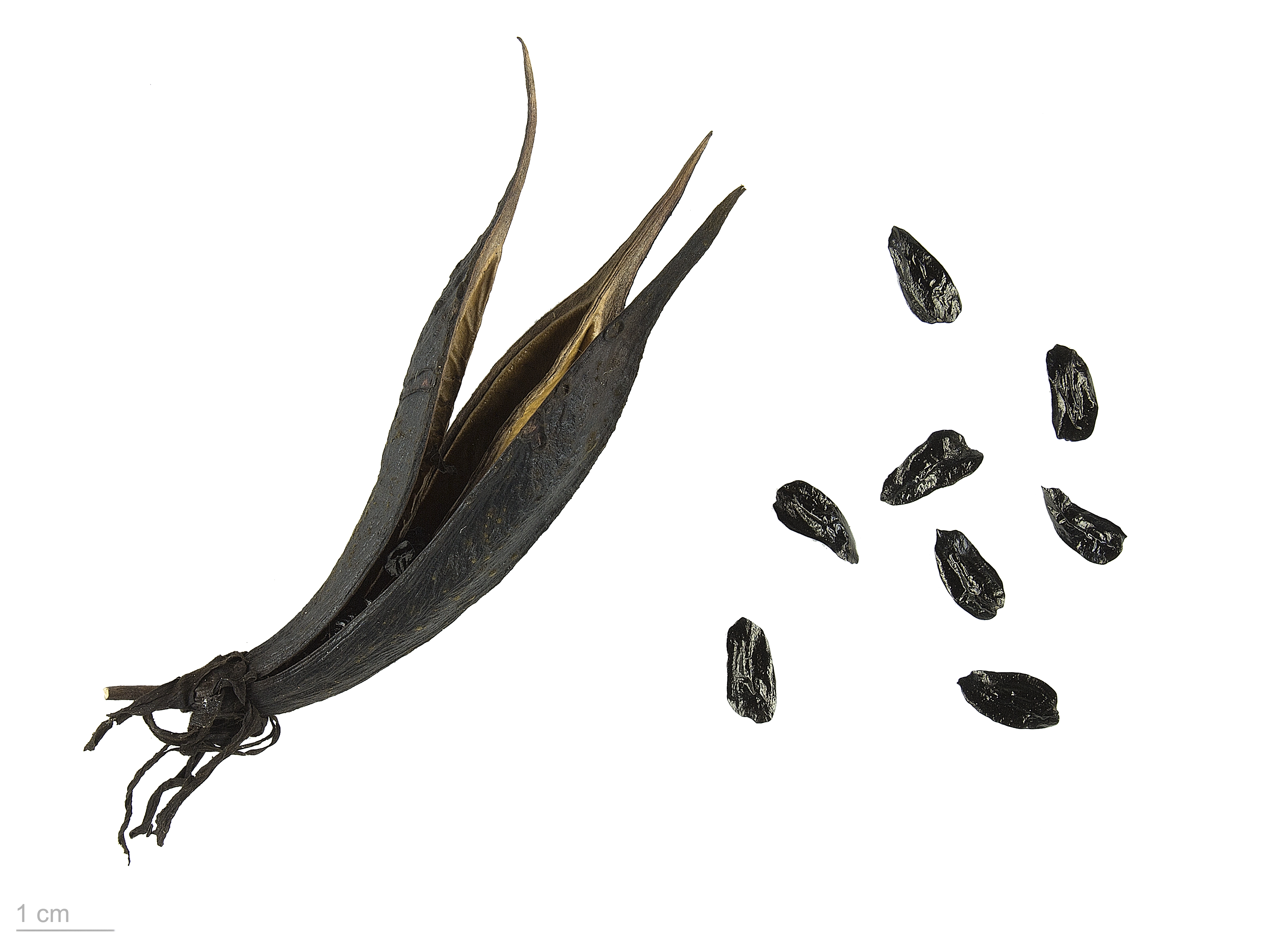
Phormium tenax - MHNT

Phormium tenax J.R.Forst.. & G.Forst., conhecida pelos nomes comuns de harakeke em maori, linho-da-nova-zelândia ou espadana, é uma espécie de plantas sempreverdes perenes com distribuição natural na Nova Zelândia e na Ilha Norfolk, mas naturalizada em diversas regiões temperadas e subtropicais, cultivada como importante fonte de  fibra e como planta ornamental. Foi cultivada para produção de fibra nos Açores.

## Descrição
A planta cresce como um aglomerado de largas folhas, em forma de tiras, de até dois metros de comprimento, da qual se eleva um escapo floral muito mais alto, com espectaculares flores amarelas ou vermelhas.
A fibra proveniente das folhas foi amplamente utilizada pelos maori da Nova Zelândia, originalmente para confecção dos tecidos tradicionais maoris e também para a feitura de cordame e velas. Após a chegada dos europeus e até, pelo menos, à Segunda Guerra Mundial teve usos muito diversos.
É considerada uma espécie invasora em algumas das ilhas do Pacífico e na Austrália.
As folhas da planta contém cucurbitacinas, um grupo de compostos esteroides que são tóxicas para alguns animais, sendo que alguns desses compostos dão origem aos sabores mais amargos para os humanos que são conhecidos.
A aranha saltadora Trite planiceps vive predominantemente nas folhas enroladas desta espécie. Phormium tenax é uma planta costeira associada com o habitat de reprodução da espécie Megadyptes antipodes, uma espécie de pinguim.
A espécie Phormium tenax foi descrita por Johann Reinhold Forster & Georg Forster e publicada na obra Characteres Generum Plantarum, 2.ª ed., 48, t. 24, no ano de 1776.